# Gentiana acaulis
La genzianella o genziana di Koch (Gentiana acaulis L., 1753) è una pianta appartenente alla famiglia Gentianaceae.

## Descrizione
Non supera i 20 centimetri d'altezza. Le foglie, verdi ma anche gialle, raccolte alla base in una rosetta, sono oblunghe e lanceolate, con un margine dentellato e lunghe dai 2 ai 5 centimetri. 
Il fiore è apicale, su un corto peduncolo e ha forma di corolla tubolare pentalobata, di colore azzurro/violetto. Il frutto è una capsula bivalve con numerosi semi.
Fiorisce nella tarda primavera e in estate.
In alcune regioni è specie protetta.

## Distribuzione e habitat
È nativa dell'Europa centrale e meridionale, dalla Spagna orientale ai Balcani e ai Carpazi.
Cresce nelle regioni montuose, quali le Alpi, le Cévennes e i Pirenei, ad altitudini comprese tra 800 e 3.000 m.
Cresce su terreni acidi e predilige le esposizioni in pieno sole.

## Proprietà
Antipiretiche, digestive, amaro-toniche, coleretiche. Contiene genziocaulina, acido tannico, acido gallico, zuccheri. Molto usata, oltre che nella fitoterapia. I fiori sono utilizzati per la preparazione di liquori la famosa "Genzianella". Mentre le radici della Gentiana lutea (Genziana Maggiore) sono usate in erboristeria e nella preparazione di amari e fernet .

## Numismatica
Una genzianella è effigiata sulla moneta da un centesimo di euro dell'Austria.